# Катма
Катмите са ястие от Странджанския район, Родопите и други райони на България, подобни са на палачинки или гьозлеме. Названието е с централно азиатски произход (на казахски: қаттама; на киргизки: каттама, qɑttɑmɑ, katlama на турски: katmer).
Правят се от втасало рядко тесто с мая, като се изпичат на специален плосък глинен съд - сач. След изпичането се мажат с краве масло, свинска мас или олио според местния обичай или възможности.
Характерното за катмите, което ги отличава от палачинките е по-голямата им дебелина и множеството мехурчета в тях.
Днес към катмите се добавят сирене, шунка, конфитюр или др., в зависимост от предпочитанията.